# Середньоєвропейська рівнина
54° пн. ш. 14° сх. д. / 54° пн. ш. 14° сх. д.
Середньоєвропейська рівнина — геоморфологічний регіон Європи. Обмежена на півночі узбережжями Північного та Балтійського морів, на півдні — горами і височинами Герцинської Європи.

## Географія
Протяжність рівнини із заходу на схід становить близько 600 км, ширина — від 200 до 500 км. Переважають висоти від 50 до 100 м (в окремих пасмах понад 300 м).
З боку Північного моря уздовж узбережжя є Ваттове море, де велика припливна зона. На узбережжі Балтійського моря є також Щецинська затока, Віслинська і Куршська затоки, поруч є великі лагуни прісної води.[джерело?]
Землі регіону в основному використовуються як сільськогосподарські угіддя, в регіоні також є багато озер і боліт з чистим довкіллям.[джерело?]
Середньоєвропейська рівнина густо заселена. На її території знаходяться міста Познань, Берлін, Гамбург, Бремен, Ганновер, Амстердам, Роттердам.

## Клімат
Клімат помірний, перехідний від морського до континентального. Річна сума опадів зменшується із заходу на схід з 800 до 500 мм. Сніговий покрив на заході нестійкий, на сході зберігається 1,5-2 місяці.

## Розташування
Середньоєвропейська рівнина охоплює територію Бельгії, Нідерландів, Німеччини, Данії, Польщі, межує з Чехією та південно-західною частиною Швеції. Частина східної Англії також може розглядатися як частина тієї ж рівнини, вони поділяють його низинний характер і були пов'язані під час останнього льодовикового періоду.

## Річки
Основні річки сточища рівнини, із заходу на схід: Рейн, Емс, Везер, Ельба, Одер, і Вісла.